# Liten ringbläcksvamp
Liten ringbläcksvamp (Coprinus ephemeroides) är en svampart som först beskrevs av Augustin Pyrame de Candolle, och fick sitt nu gällande namn av Elias Fries 1838. Liten ringbläcksvamp ingår i släktet Coprinus och familjen Agaricaceae.  Arten är reproducerande i Sverige. Inga underarter finns listade i Catalogue of Life.